# 廣濟戰鬥 (北洋政府時期)
廣濟戰鬥發生於1927年11月5日－7日，交戰地點則是在中國鄂東，是中華民國北洋政府時期的戰鬥之一。廣濟戰鬥的交戰雙方，一方為國民革命軍西征軍三路，另一方北洋湘軍唐生智所轄軍隊。

## 參看
- 中華民國北洋政府時期內戰戰鬥列表